# Ясная Балка
Я́сная Ба́лка (укр. Ясна Балка, крымскотат. Yasnaya Balka, Ясная Балка) — исчезнувшее село в Джанкойском районе Республики Крым, располагавшееся в центральной части района, примерно в 3 км к северо-востоку от современного села Ковыльное.

## История
Судя по доступным историческим документам, немецкое селение было образовано между 1922 годом (на карте Крымского статистического управления 1922 года его ещё нет и 1926-м, когда, согласно Списку населённых пунктов Крымской АССР по Всесоюзной переписи 17 декабря 1926 года, в селе Ясная Балка, Таганашского сельсовета Джанкойского района, числилось 24 двора, все крестьянские, население составляло 137 человек, из них 136 русских и 1 украинец (согласно энциклопедическому словарю «Немцы России» село было немецким).
После освобождения Крыма от фашистов в апреле, 12 августа 1944 года было принято постановление № ГОКО-6372с «О переселении колхозников в районы Крыма» и в сентябре 1944 года в район приехали первые новоселы (27 семей) из Каменец-Подольской и Киевской областей, а в начале 1950-х годов последовала вторая волна переселенцев из различных областей Украины. С 25 июня 1946 года селение в составе Крымской области РСФСР, а 26 апреля 1954 года Крымская область была передана из состава РСФСР в состав УССР. Время включения в Лобановский сельсовет пока не установлено: на 15 июня 1960 года посёлок уже числился в его составе. Ликвидировано в период с 1968 года, когда Ясная Балка ещё записана в составе Лобановского сельсовета и 1977, когда уже значилась в списках упразднённых.